# 塞蒂亚托普
塞蒂亚托普（Sethiathoppu），是印度泰米尔纳德邦Cuddalore县的一个城镇。总人口7962（2001年）。

## 人口
该地2001年总人口7962人，其中男性4158人，女性3804人；0—6岁人口827人，其中男448人，女379人；识字率72.42%，其中男性为79.87%，女性为64.27%。